# 楊師震 (嘉靖進士)
楊師震（1516年—？），字子畏，山東東昌府館陶縣人，軍籍，明朝政治人物。

## 生平
山東鄉試第十二名舉人。嘉靖二十三年（1544年）中式甲辰科會試第一百四十四名，登第二甲第八十一名進士。

## 家族
曾祖楊盛；祖父楊鈞；父楊傑。前母王氏；母武氏。慈侍下。